# 2,6-Dibrompyridin
2,6-Dibrompyridin ist eine organische Verbindung, die zu den Heterocyclen (genauer: Heteroaromaten) zählt. Sie besteht aus einem Pyridinring, der in 2- und 6-Position mit Brom substituiert ist. Eine elektrophile aromatische Substitution ist in 4-Position durch die mesomeren Grenzstrukturen erschwert, an den Positionen 3 und 5 jedoch möglich, wenn auch nur mit starken Elektrophilen wie Nitroniumtetrafluoroborat.

Mesomere Grenzstrukturen von 2,6-Dibrompyridin

## Darstellung
2,6-Dibrompyridin kann durch Reaktion von Pyridin-N-oxid mit tert-Butyllithium und Tetrabrommethan hergestellt werden. Es fällt auch als Nebenprodukt bei der Synthese von 2-Brompyridin mit Brom bei 500 °C an.

## Verwendung
Durch Reaktion von 2-Brompyridin und 2,6-Dibrompyridin mit Kupfer im Sinne einer Ullmann-Kupplung kann Terpyridin hergestellt werden.
Die Synthese von 3-Nitropyridin gelingt durch Reaktion von 2,6-Dibrompyridin mit Nitroniumtetrafluoroborat und anschließender Dehalogenierung.